# 三段目
三段目（さんだんめ）は、大相撲の番付上の階級で、6つある番付上の階級（幕内・十両・幕下・三段目・序二段・序ノ口）の内、上から4番目の階級となる。

## 呼称・由来
呼称の由来は、番付表の上から3つ目の段にその位の力士の四股名が書かれることに由来している。

## 特徴
三段目力士ともなれば、いわゆる「お相撲さん」らしいしっかりした体格となり入門当初と比べても見違えるほどであるが、三段目から上を目指すには体格や素質だけでなく、優れた運動能力や技量がさらに要求されるため、部屋での稽古も激しく、より実戦的なものとなっていく。その意味でも、三段目で優れた成績を挙げ続けられるかを、将来関取に昇進できる可能性があるかの見極めに用いる部屋が多い。「三段目に昇進することが目標」という言葉は期待薄な(ことを自覚している)新弟子の例えとして使われ、後に20代錣山となる寺尾常史も入門当初は三段目昇進が目標であった。そうでなくとも足を冷やさない履物を履けることから、角界には“雪駄を履くまで頑張る”という言葉がある。
幕下付出力士の初土俵場所は、番付編成上「幕下に在位している力士」と見なされ、当場所の成績も本割と同等に扱われる関係上、幕下付出の地位が最下位格(60枚目格)となっていた1966年5月から2000年9月までの間には、幕下最下位格付出の初土俵場所で負け越して初めて番付に四股名が載った地位が三段目というケースもあった。その後2000年9月から2023年9月までは幕下付出の地位が10枚目格・15枚目格となっていたが、2023年9月場所終了後に幕下付出の地位は最下位格(60枚目格)に戻ったため、今後は1966年5月から2000年9月までの時期と同様、幕下付出の初土俵場所で負け越して三段目で初めて番付に四股名が載るというケースが起こり得る。なお幕下付出の地位が10枚目格・15枚目格となっていた時期も含めて、幕下付出力士が番付に四股名が載った後に休場もしくは成績不振により三段目以下に陥落するケースもある。
待遇
| 地位           | 幕内（横綱 - 前頭）                                                            | 十両                                                                           | 幕下                                                                                                | 三段目                                                                                              | 序二段                                                                                              | 序ノ口                                                                                              |
| -------------- | ------------------------------------------------------------------------------ | ------------------------------------------------------------------------------ | --------------------------------------------------------------------------------------------------- | --------------------------------------------------------------------------------------------------- | --------------------------------------------------------------------------------------------------- | --------------------------------------------------------------------------------------------------- |
| 髷             | 大銀杏                                                                         | 大銀杏                                                                         | 丁髷 （十両との対戦時および弓取式、巡業中の初切出演、床山の練習台、引退時の断髪式の際は大銀杏容認） | 丁髷 （十両との対戦時および弓取式、巡業中の初切出演、床山の練習台、引退時の断髪式の際は大銀杏容認） | 丁髷 （十両との対戦時および弓取式、巡業中の初切出演、床山の練習台、引退時の断髪式の際は大銀杏容認） | 丁髷 （十両との対戦時および弓取式、巡業中の初切出演、床山の練習台、引退時の断髪式の際は大銀杏容認） |
| 服             | 紋付羽織袴                                                                     | 紋付羽織袴                                                                     | 着物・羽織（外套・襟巻も着用可）                                                                    | 着物・羽織（外套・襟巻も着用可）                                                                    | 着物・羽織                                                                                          | 着物（浴衣もしくはウール）                                                                          |
| 帯             | 博多帯                                                                         | 博多帯                                                                         | 博多帯                                                                                              | ベンベルグ                                                                                          | ベンベルグ                                                                                          | ベンベルグ                                                                                          |
| 傘             | 番傘・蛇の目傘                                                                 | 番傘・蛇の目傘                                                                 | 番傘・蛇の目傘                                                                                      | 洋傘                                                                                                | 洋傘                                                                                                | 洋傘                                                                                                |
| 履物           | 足袋に雪駄（畳敷き）                                                           | 足袋に雪駄（畳敷き）                                                           | 足袋に雪駄（エナメル製）                                                                            | 素足に雪駄（エナメル製）                                                                            | 素足に下駄                                                                                          | 素足に下駄                                                                                          |
| 稽古廻し       | 白色・木綿                                                                     | 白色・木綿                                                                     | 黒色・木綿                                                                                          | 黒色・木綿                                                                                          | 黒色・木綿                                                                                          | 黒色・木綿                                                                                          |
| 取り廻し       | 博多織繻子（規定上、色は現在も取的と同じく黒色と定められているが、事実上自由） | 博多織繻子（規定上、色は現在も取的と同じく黒色と定められているが、事実上自由） | 黒色・木綿（稽古廻しをそのまま使用）                                                                | 黒色・木綿（稽古廻しをそのまま使用）                                                                | 黒色・木綿（稽古廻しをそのまま使用）                                                                | 黒色・木綿（稽古廻しをそのまま使用）                                                                |
| 下がり         | 取り廻しの共布                                                                 | 取り廻しの共布                                                                 | 紐（のり付けされていない柔らかい物で、色は自由）                                                    | 紐（のり付けされていない柔らかい物で、色は自由）                                                    | 紐（のり付けされていない柔らかい物で、色は自由）                                                    | 紐（のり付けされていない柔らかい物で、色は自由）                                                    |
| 足袋の色       | 白                                                                             | 白                                                                             | 黒                                                                                                  | 黒                                                                                                  | 黒                                                                                                  | 黒                                                                                                  |
| 控えの敷物     | 私物の座布団（色・デザインは自由）                                             | 共用の座布団（紫一色）                                                         | 畳に直座（幕下上位五番および十両との対戦時は十両と同じ座布団）                                      | 畳に直座（幕下上位五番および十両との対戦時は十両と同じ座布団）                                      | 畳に直座（幕下上位五番および十両との対戦時は十両と同じ座布団）                                      | 畳に直座（幕下上位五番および十両との対戦時は十両と同じ座布団）                                      |
| 月ごとの収入   | 月額給与                                                                       | 月額給与                                                                       | なし（自身が付き人を担当している関取などから「小遣い」の名目で個人的に些少を貰う程度）              | なし（自身が付き人を担当している関取などから「小遣い」の名目で個人的に些少を貰う程度）              | なし（自身が付き人を担当している関取などから「小遣い」の名目で個人的に些少を貰う程度）              | なし（自身が付き人を担当している関取などから「小遣い」の名目で個人的に些少を貰う程度）              |
| 場所ごとの収入 | 力士褒賞金                                                                     | 力士褒賞金                                                                     | 場所手当・奨励金                                                                                    | 場所手当・奨励金                                                                                    | 場所手当・奨励金                                                                                    | 場所手当・奨励金                                                                                    |

三段目の地位から雪駄を履くことが許される。また、最高位三段目以上かつ日本相撲協会在籍5年以上の実績を満たした満20歳以上の者には、「相撲指導適格者」認定講習会の受講要件が与えられる（新規の講習会は2008年を最後に行われず、2012年に講習会自体が廃止された）。
パソコンや携帯電話、スマートフォンが普及した平成以降では、三段目に昇進あるいは三段目以上に在位することがそれらの所持を認められる基準となる。琴欧洲は下位時代当時、部屋のルールで三段目以上でないと携帯電話、自転車、パソコンの所持が許されなかったため、序二段に昇進した2003年3月場所はそれらを目当てに右膝亜脱臼を押して強行出場した。
取組
本場所では通常15日間で7番の相撲を取る。
定員
定員は東西80枚の計160人である（2025年1月場所から）。ただし三段目付出の力士はこれに含めない。
従来、1984年1月場所から2022年3月場所までは、東西100枚の計200人であったが、力士数の減少に伴い、2022年5月場所から東西90枚の計180人に削減された。2025年1月場所からは東西80枚の計160人に削減された。
それ以前に遡ると、1967年5月場所：東西100枚200人→1970年9月場所：東西80枚160人→1976年5月場所：東西90枚180人（→1984年1月場所：東西100枚200人→2022年5月場所：東西90枚180人）という変遷をたどっている。さらにその前は毎場所変動していたが、戦後最少人数は1948年5月場所と1948年10月場所における43人であり、東西の枚数は1948年5月場所で東西21枚(他に三段目格の番付外1人)、1948年10月場所で22枚(22枚目は西のみ)となっていた。一方、史上最多人数は1961年11月場所における239人(枚数は120枚、120枚目は東のみ)となっている。
優勝
優勝賞金は30万円。
大相撲本場所の幕下以下の取組ではスイス式トーナメントを導入している関係上、1984年1月、三段目の定員が200人と定められて以降すべての場所で7戦全勝の力士が現れており、全勝力士が2人現れて、千秋楽に全勝同士の優勝決定戦が行われる場所もしばしばである。三段目で全勝力士が不在となり、6勝1敗同士の優勝決定戦が発生したケースは、幕下以下の本割が1場所7番と定められた1960年7月場所以降、3例（1964年9月場所（優勝者は若北海）・1970年11月場所（同じく青葉山）・1974年1月場所（同じく弘乃海））しかない。
引退後
最高位が三段目の力士は、現行制度では引退するとき、原則として協会に残ることはできず、協会を離れることになる。
力士が引退するとき、若者頭・世話人として採用されるのは、最高位が十両または幕下の力士が原則であるが、かつて光若英夫が最高位三段目ながら世話人として採用されていた前例がある。かつては現役時代の最高位が三段目の年寄もいたが、現行制度ではこのようなケースはあり得ない。ちなみに東西大相撲合併直後の1927年（昭和2年）時点では、現役時代の最高位が三段目の年寄として、7代片男浪（高緑太三郎）がいた。

## 昇進・陥落要件
三段目に限らず、「番付は生き物」と俗称されるように、成績と翌場所の地位との関係は一定ではない。平成以降の番付編成の傾向をみると、以下の成績を上げれば翌場所の幕下昇進は確実とされる。
- 11枚目以内で4勝以上。
- 25枚目以内で5勝以上。
- 50枚目以内で6勝以上。
- 7戦全勝（番付、優勝の有無を問わず無条件で昇進）。

三段目には、初土俵から最速3場所（番付外、序ノ口、序二段を各1場所）で昇進することが可能である。

## 記録
いずれも、2025年7月場所終了時点の記録である。
- 在位場所数 - 剛力山太郎の113場所
- 優勝回数 - 3回

若ノ城宗彦（1993年3月場所、2001年9月場所、2002年11月場所）
唐津海誠二（2011年9月場所、2018年5月場所、2019年3月場所）
優勝を伴わない7戦全勝も含めると、唐津海誠二の4回（上述の優勝3回に加え、2016年3月場所で決定戦敗退）が最多。これに続き若ノ城宗彦（上述の優勝3回）、川口由貴（1994年9月場所・1995年5月場所の2場所で決定戦敗退、2002年5月場所で優勝）、琴太豪晃匡（2012年1月場所・2016年5月場所の2場所で優勝、2021年5月場所で決定戦敗退）も3回
- 昇進回数 - 輝の里一輝（田子ノ浦部屋（旧・鳴戸部屋））の20回。
- 年長在位 - 翔傑喜昭（芝田山部屋）の48歳0ヶ月（2024年9月場所）

### 三段目まで陥落した元三役
- 三段目まで陥落した元三役（大関・関脇・小結）の力士は以下の通り。

## 三段目格行司・三段目呼出

### 行司・呼出共通事項
行司・呼出のうち、三段目に相当する階級の者を三段目格行司・三段目呼出と呼ぶ。本場所の本割では1日の取組の中で、1人につき、12日目までは6番前後、13日目以降は4番又は3番前後を担当する（裁く・呼び上げる）が、取組数によって担当番数が増減することがある。三段目の取組を担当するほか、行司・呼出の人数と取組の番数の関係で、下位の者は序二段の取組を担当することがあるが、逆に序二段格行司・序二段呼出の上位者が三段目の取組を担当する場合もある。また三段目優勝決定戦も三段目格行司・三段目呼出が務める。
三段目格行司・三段目呼出以下は、定員は定まっておらず、人数は状況により変動するが、幕内格行司・幕内呼出～幕下格行司・幕下呼出に比べると、1つの地位の人数が少ない傾向になる。

### 三段目格行司
三段目格以下の行司は、十両格以上の行司の付け人となる。三段目格行司の装束の菊綴と軍配の房紐の色は、青（実際には緑色）または黒となっており（実際には現時点では現役全員が青（緑色）を使用）、裸足で土俵に上がる。